# Коваль Микола Григорович
Мико́ла Григо́рович Ко́валь (19 грудня 1904, Кам'янка, Подільська губернія, Російська імперія — 15 січня 1970, Кишинів, Молдавська РСР, СРСР) — молдавський радянський партійний і державний діяч українського походження, перший секретар ЦК КП(б) Молдови (1946-1950). Обирався депутатом Верховної Ради СРСР 2—3-го скликань. Член ЦК КП Молдавії, член Бюро ЦК КП Молдавії.

## Життєпис
Народився 19 грудня 1904 в містечку Кам'янці Ольгопільського повіту, Подільська губернія, Російська імперія.
У 1924—1925 роках — конторник радгоспу «Кам'янка» Кам'янського району Молдавської АРСР.
З 1925 по 1929 рік — студент Одеського сільськогосподарського інституту.
Після закінчення Одеського сільськогосподарського інституту з 1929 по 1930 рік працював агрономом із контрактації Молдсільгоспу. У 1930—1940 роках — старший агроном декількох колгоспів у Котовському районі Одеської області. Член ВКП(б) з 1939.
У серпні 1940 — 15 червня 1946 року — народний комісар землеробства Молдавської РСР.
17 липня 1945 — 18 липня 1946 року — голова Ради народних комісарів — Ради міністрів Молдавської РСР.
З 20 липня 1946 до 6 липня 1950 року — 1-й секретар ЦК КП(б) Молдавії.
5 червня 1950 ЦК ВКП(б) прийняв постанову «Про недоліки в роботі ЦК КП(б) Молдови», де відзначив низку недоліків у роботі партійної організації республіки. На початку липня того ж року відбувся пленум ЦК КП(б) Молдови, який схвалив постанову ЦК ВКП(б). Пленум «вважав за потрібне зміцнити керівництво партійної організації республіки» і, за рекомендацією ЦК ВКП(б), обрав першим секретарем ЦК КП(б) Молдови Леоніда Брежнєва, звільнивши з цієї посади М. Г. Коваля.
У 1950—1952 роках — слухач курсів перепідготовки при ЦК ВКП(б).
У 1952—1956 роках — заступник голови виконавчого комітету Миколаївської обласної ради депутатів трудящих. У 1956—1957 роках — голова обласної планової комісії виконавчого комітету Миколаївської обласної ради депутатів трудящих.
У 1957—1959 роках — заступник начальника управління виноробної промисловості Молдавської Ради народного господарства (раднаргоспу).
У 1959—1960 роках — 1-й заступник голови Державної планової комісії Ради міністрів Молдавської РСР.
26 жовтня 1960 — 12 квітня 1967 року — голова Державного планового комітету Ради міністрів Молдавської РСР.
Одночасно, з 18 жовтня 1965 до 12 квітня 1967 року — заступник голови Ради міністрів Молдавської РСР.
У квітні 1967 року вийшов на пенсію, проживав у Кишиневі. Помер 15 січня 1970.

## Нагороди
Був нагороджений двома орденами Леніна, трьома орденами Трудового Червоного Прапора і медалями.